# Усовские винно-коньячные подвалы
Усовские винно-коньячные подвалы — российский производитель алкогольной продукции. Создаёт и производит коньяки по классическим технологиям, путём купажирования российских и импортных коньячных спиртов («Усовский», «Парижская жизнь»), а также настоек (Самородок «Перцовая с чесноком», Самородок «Хреновуха», Самородок «Перцовая с медом»).
На апрель 2014 года компания «Усовские винно-коньячные подвалы» занимает пятое место по производству коньяка в России. В 2014 году компания заключила контракт с Алкогольной сибирской группой (АСГ) из Омска, согласно которому последняя будет разливать коньяк под маркой «Великая династия».

## История компании
Предприятие было основано в 1969 году на основе совхоза Ильинское-Усово, который входил в один из хозяйственных трестов СССР. На базе небольшого цеха по переработке плодов производили алкогольные напитки: вино, вермуты и портвейн, а также варенья и джемы из ягод и фруктов. В годы «сухого закона» в СССР — с 1985 по 1989 годы предприятие перешло на безалкогольную продукцию: яблочный уксус и квас. В конце восьмидесятых «Усовские винно-коньячные подвалы» снова получили разрешение на производство алкоголя и теперь в их ассортименте появилась водка. Линейка продукции не менялась до 2003 года.
В начале двухтысячных предприятие переориентировалось на производство коньяков. Наладив контакты с производителями коньячных спиртов Франции, Испании и Армении, предприятие начало розлив чужих ТМ, а в 2003 году представило рынку собственную ТМ — коньяк «Усовский».
В настоящий момент предприятие развивается в двух направлениях: разработка собственной продукции — коньяков и настойки на корне калгана, а также розлив СТМ. «Усовские винно-коньячные подвалы» имеют шесть лицензий на производство алкогольной и спиртосодержащей продукции. Деятельность компании неоднократно отмечена наградами на профессиональных выставках.
В январе 2021 года ГК «Алвиса» договорилась о покупке завода.

## Продукция
На заводе «УВКП» производят коньяки разной выдержки – «Усовский трехлетний»,«Усовский пятилетний» и «Усовский шестилетний», и настойку на корне калгана – «Kalganoff», которая получила золотую медаль на 17 Международном профессиональном конкурсе вин и спиртных напитков.Планируется расширение продуктовой линейки завода.

## СТМ
Компании-партнеры «УВКП» по розливу СТМ:
- ООО «Первая водочная компания»
- Статус-групп
- Русский алкоголь
- ООО «МАИФ»
- ООО «Росспиртпром»
- ООО «Торал групп»
- ЗАО «Детченский завод»
- ООО «Русьимпорт СНГ»
- ООО «ВИНТОРГ»
- Х5 Retail Group
- ЗАО «Дикси-юг»
- ООО «Алкогольная сибирская группа»
- ООО «Проект-2015»

- Мозель-М
- ООО Государев Стандарт

## Факты о компании
- Склад для хранения готовой продукции имеет площадь 930 квадратных метров
- Общие производственные мощности компании составляют 3,5 миллионов бутылок в месяц
- Происхождение коньячных дистиллятов для производства коньяка – Франция, Испания и Армения